# رمسدن (دهانه)
رمسدن یک دهانه برخوردی در ماه‌ است.

## دهانه‌های اقماری
این دهانه ۳ دهانه اقماری دارد.
| Ramsden | عرض جغرافیایی | طول جغرافیایی | قطر          |
| ------- | ------------- | ------------- | ------------ |
| A       | ۳۳.۴° S       | ۳۱.۳° W       | ۵.۰ کیلومتر  |
| H       | ۳۵.۷° S       | ۳۲.۴° W       | ۱۱.۰ کیلومتر |
| G       | ۳۵.۳° S       | ۳۱.۶° W       | ۱۱.۰ کیلومتر |